# 长双歧杆菌
長雙歧桿菌（學名：Bifidobaterium longum）又稱龍根菌，是雙歧桿菌屬的一種厭氧細菌，屬革蘭氏陽性菌。此菌可生長在人類消化道中並產生乳酸，是嬰兒腸道中最早出現的菌種之一。長雙歧桿菌絕大多數情況不會致病，常被添加至食品中作為發酵用途。

## 分類
2002年，16S 核糖體RNA序列分析的結果顯示長雙歧桿菌與同屬另兩種細菌婴儿双歧杆菌（B. infantis）和猪双歧杆菌（B. Suis）的序列相似度高達97%，應屬同一物種。

## 生長環境
嬰兒腸道中有高達九成的細菌為包括本種在內的雙歧桿菌屬細菌，其比例會隨嬰兒長大成人而逐漸減少，成人的腸道中僅有3%的細菌為雙歧桿菌，多種擬桿菌屬與真桿菌屬的細菌取代該屬細菌而成為優勢物種。有些長雙歧桿菌的菌株對胃酸和膽汁抗性很高，因此能在胃中存活，並進入腸道中。
長雙歧桿菌具有線毛，可與腸上皮細胞表面的醣蛋白結合，另外其細胞壁上的脂壁酸與帶有電荷的多醣也能幫助此菌結合腸上皮細胞。

## 研究

### 免疫系統調節
使用長雙歧桿菌已被證明可以縮短與普通感冒相關的症狀的持續時間並最大程度地減輕其嚴重程度，其效果與神經氨酸酶抑製劑治療流感的效果相似。

### 長雙歧桿菌 BB536
長雙歧桿菌BB536於1969年在健康母乳餵養嬰兒的腸道中發現。它經常用於營養補充劑。在一些小型臨床試驗中，它已被證明可以幫助排便並緩解乳糖不耐症狀。